# Montgomery Gentry
Montgomery Gentry bylo americké country duo skládající se z vokalistů Eddieho Montgomeryho a Troye Gentryho, založeno v Kentucky. Duo začalo vystupovat v roce 1990 jako součást různých kapel s bratrem Montgomeryho, Johnem Michaelem Montgomerym. I přesto, že Gentry v roce 1994 vyhrál talentovou soutěž, spojil se poté, co mu nebyla nabídnuta žádná sólová nahrávací smlouva, s Eddiem Montgomerym a v roce 1999 se zformovalo duo Montgomery Gentry.
Montgomery Gentry vydali šest studiových alb pod vydavatelstvím Columbia Records: Tattoos & Scars (1999), Carrying On (2001), My Town (2002), You Do Your Thing (2004), Some People Change (2006) a Back When I Knew It All (2008) a souhrn největších hitů. Mezi jejich nejslavnější singly patří "If You Ever Stop Loving Me", "Something to Be Proud Of", "Lucky Man", "Back When I Knew It All" a "Roll with Me". V říjnu 2011, po podepsaní smlouvy s Average Joe's Entertainment, vydali album Rebels on the Run. V jejich videoklipu z roku 2012 k singlu "So Called Life" si zahrála americká wrestlerka Velvet Sky.